# Гржибовский, Николай Гилярович
Николай Гилярович Гржибовский (15 сентября 1913, Новопавловка
Бахчисарайский район — 5 мая 1998, Симферополь) — бригадир садоводческой бригады
совхоза им. Чкалова,
Бахчисарайский район, Крым (1946—1989),
Герой Социалистического Труда (1958).

## Биография
Николай Гилярович Гржибовский родился 15 сентября 1913 года в селе Новопавловка Бахчисарайского района в семье потомственного садовода, в саду работал с детства.
В 1941 году, в связи с началом войны, призван в Красную армию, за участие в боях награждён орденами Отечественной войны 2 степени, Красной Звезды, медалью За отвагу.

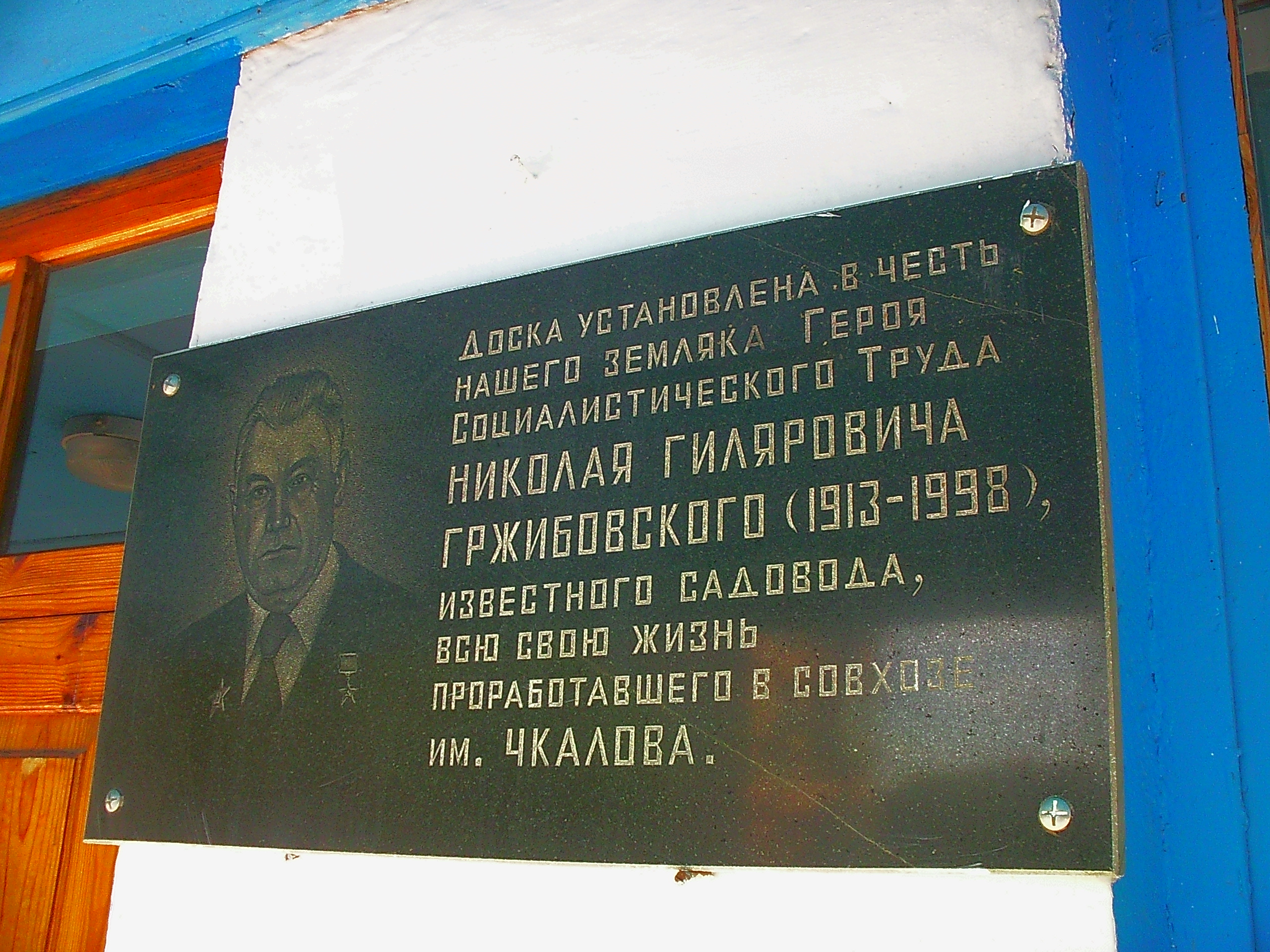
Доска в Почтовом в память о Герое Социалистического Труда, садоводе Н. Г. Гржибовском

Демобилизован в 1946 году и в том же году, вернувшись на родину, возглавил садоводческую бригаду № 14 совхоза им. Чкалова, которой руководил до ухода на покой в 1989 году. За рекордные урожаи яблок, выращенные в садах в долине реки Альмы, в феврале 1958 года Гржибовскому присвоено звание Героя Социалистического Труда. Неоднократно участвовал во всесоюзных сельскохозяйственных выставках. В его честь в районе был учреждён переходящий кубок для садоводов, добившихся высших показателей. Награждён также орденом Трудового Красного Знамени, медалями.
Скончался 5 мая 1998 года в городе Симферополе.

### Семья
- Дочь — Галина Николаевна Гржибовская (род. 1947), крымский политик и издатель.

## Память
На родине садовода в Почтовом установлена памятная доска.